# Wasilij Mancew
Wasilij Nikołajewicz Mancew (ros. Василий Николаевич Манцев, ur. 21 lutego?/5 marca 1889 w Moskwie, zm. 19 sierpnia 1938) – funkcjonariusz radzieckich organów bezpieczeństwa, polityk.
Od 1906 w SDPRR, studiował na Wydziale Prawnym Uniwersytetu Moskiewskiego (nie ukończył studiów). W latach 1916–1917 służył w rosyjskiej armii, w 1917 był członkiem Rady Rostowskiej. W listopadzie 1917 członek Moskiewskiego Komitetu Obwodowego SDPRR(b). We wrześniu 1918 w organach Czeki przy Radzie Komisarzy Ludowych RFSRR, od grudnia 1918 do 1919 szef wydziału śledczego i zastępca przewodniczącego moskiewskiej gubernialnej Czeki, w 1919 szef Wydziału Specjalnego Czeki Frontu Południowego. Od września 1919 do kwietnia 1921 szef Centralnego Zarządu Nadzwyczajnych Komisji i Wydziałów Specjalnych Ukraińskiej SRR, od lipca 1920 członek Kolegium Czeki przy Radzie Komisarzy Ludowych RFSRR, od sierpnia 1920 szef Wydziału Specjalnego Czeki Frontu Południowo-Zachodniego, szef Wydziału Specjalnego Czeki Frontu Południowego, szef Tyłów Frontu Południowego. 22 listopada 1920 przewodniczył "trójce" czekistowskiej, która skazała na śmierć 857 żołnierzy białej armii gen. Wrangla. Od kwietnia 1921 do września 1923 przewodniczący Czeki Ukraińskiej SRR, równocześnie od marca 1922 do września 1923 ludowy komisarz spraw wewnętrznych Ukraińskiej SRR, od 25 kwietnia 1923 do 23 maja 1924 członek Centralnej Komisji Kontroli RKP(b). Od sierpnia do października 1923 członek Kolegium Ludowego Komisariatu Inspekcji Robotniczo-Chłopskiej SRR, od października 1923 do 1924 członek Kolegium OGPU przy Radzie Komisarzy Ludowych ZSRR, od 1924 do stycznia 1932 szef Zarządu Planowo-Gospodarczego Najwyższej Rady Gospodarki Narodowej ZSRR. Od stycznia 1932 do 1936 zastępca ludowego komisarza finansów ZSRR, od 1936 do października 1937 przewodniczący Specjalnego Kolegium Sądu Najwyższego RFSRR i zastępca przewodniczącego Sądu Najwyższego RFSRR. 22 października 1937 aresztowany, następnie  skazany na śmierć i rozstrzelany.